# Albaniens U/19-fodboldlandshold
Albaniens U/19-fodboldlandshold er Albaniens landshold for fodboldspillere, som er under 19 år. Landsholdet bliver administreret af Federata Shqiptare e Futbollit.